# Mariakapel (Pey)

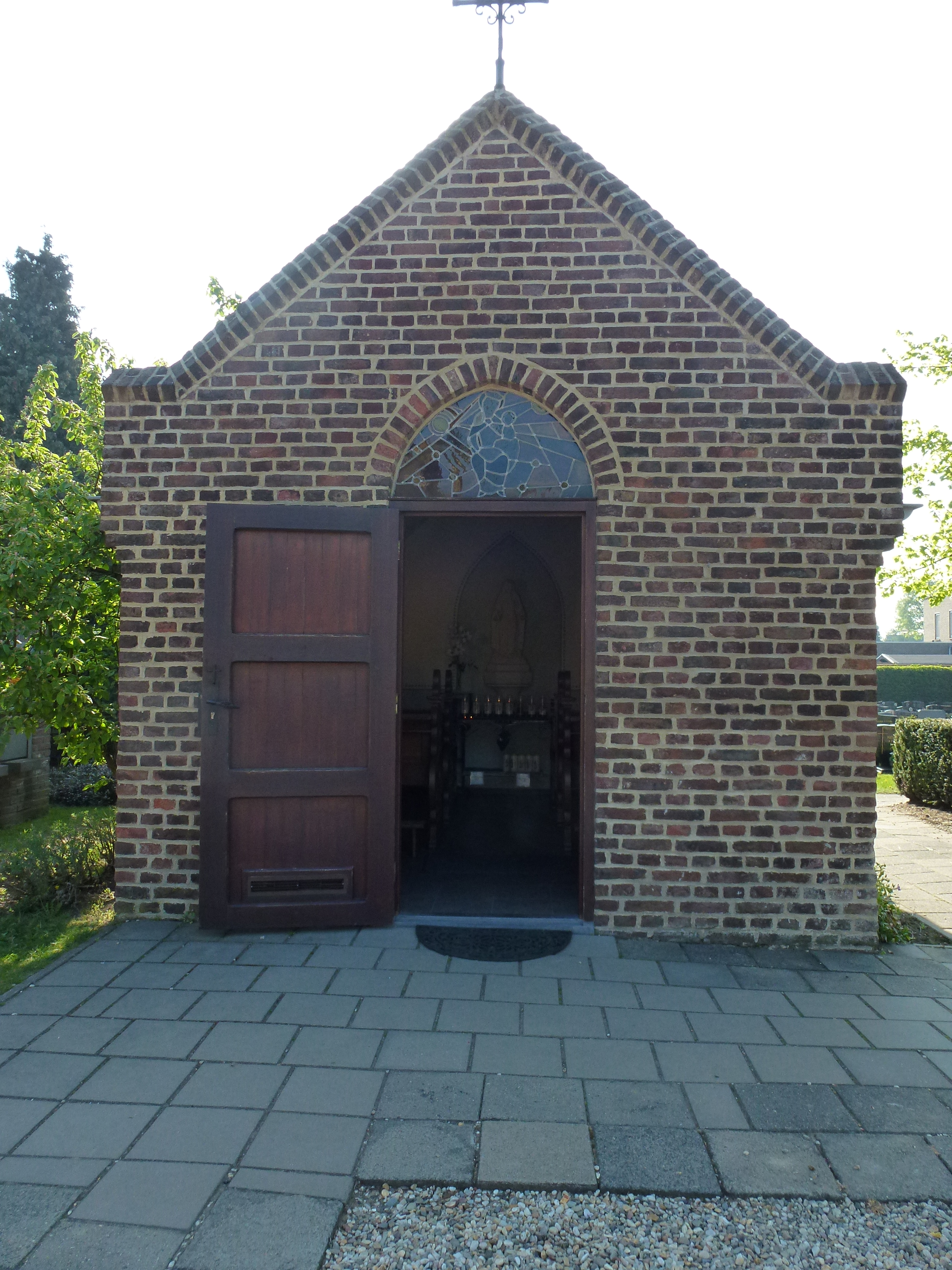
De Mariakapel

De Mariakapel is een kapel in Pey in de Nederlandse gemeente Echt-Susteren. De kapel staat op de begraafplaats bij de Onze-Lieve-Vrouw Onbevlekt Ontvangenkerk.
Op ongegeer 420 meter naar het zuidoosten staat de Sint-Antoniuskapel.
De kapel is gewijd aan de heilige Maria.

## Geschiedenis
In 2004 stelde de beheerder van het kerkhof voor om van het schuurtje op de begraafplaats een Mariakapel te maken. In 2005 kwam de kapel gereed.

## Gebouw
De bakstenen kapel is opgetrokken op een rechthoekig grondplan en wordt gedekt door een verzonken zadeldak met pannen. In de beide zijgevels bevinden zich elk twee spitsboogvensters met glas-in-lood van Jacques Verheyen. De frontgevel en achtergevel zijn een van ezelsrug voorziene puntgevel met schouderstukken op een verbrede aanzet met op de top van de frontgevel een smeedijzeren kruis. In de frontgevel bevindt zich de spitsboogvormige toegang van de kapel die bestaat uit een timpaan met glas-in-lood en een zware houten deur.
Van binnen is de kapel wit gepleisterd met een grijze lambrisering. Op de achterwand is een grijze spitsboog geschilderd met in het midden een console met hierop het Mariabeeld. Het in Portlandsteen uitgehouwen beeld toont de Onze-Lieve-Vrouw Onbevlekt Ontvangen.